# Jiajing
Cet article possède un paronyme, voir Jiaqing.
Jiajing (chinois : 嘉靖帝, né dans la province de Hubei le 16 septembre 1507 et mort à Pékin le 23 janvier 1567), de son nom personnel Zhu Houzong (朱厚骢), est le onzième empereur de la dynastie Ming (1521-1566). Il succède à son cousin Zhengde, mort sans héritier.

## Biographie

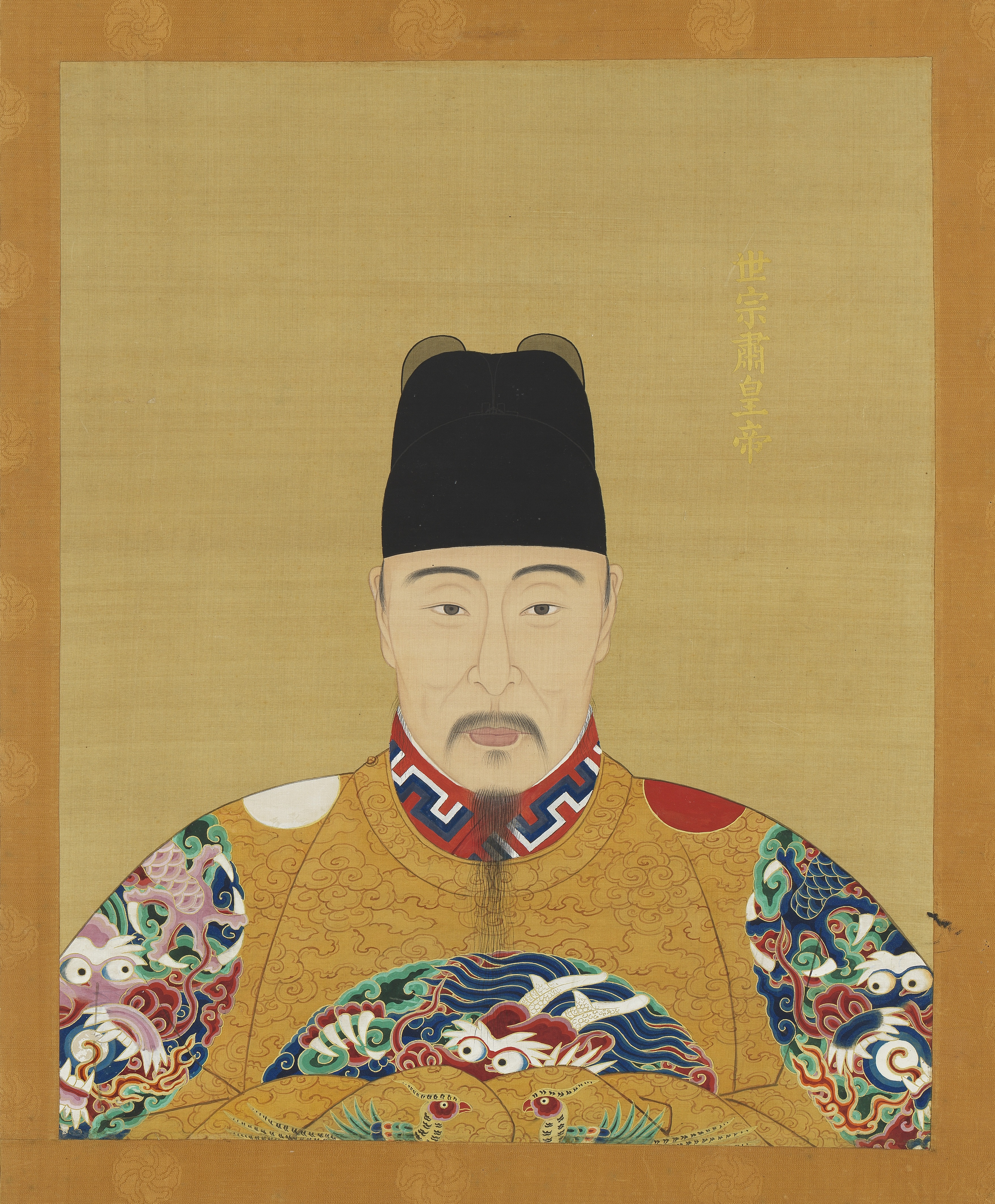
Portrait de cour de Jiajing.

Comme son cousin, Jiajing se désintéresse du pouvoir, occupé par sa vie galante et la recherche de l'élixir d'immortalité par des rites taoïstes. Il laisse le pouvoir aux eunuques, enracinant un mode de gouvernement qui précipite le déclin de la dynastie. Sous son règne, les parties latérale et occidentale de la Cité interdite sont en pleine construction.
Il affronte victorieusement la bureaucratie de l'Empire au cours de dix-sept ans de Controverse sur les Grands Rituels, polémiques pour décider de la titulature posthume de ses parents. Jiajing réforme ainsi tous les grands rites et sacrifices impériaux, et n'hésite pas à utiliser la force contre les fonctionnaires réticents, comme en 1524. La bureaucratie chinoise se divise entre une minorité de partisans de l'empereur et les autres. Bien que la plupart des réformes rituelles de Jiajing soient rapidement abandonnées, la rupture entre la bureaucratie divisée en factions et l'empereur Ming est consommée. La situation perdure jusqu'à la fin de la dynastie en 1644.
Son intronisation est l'occasion d'une querelle rituelle sur la fiction qu'il fallait employer pour légitimer cette succession inhabituelle : nombreux sont les partisans de proclamer de façon posthume le nouvel empereur fils adoptif du père du précédent, donc le frère de ce dernier et son successeur légitime, mais le nouvel empereur préférait élever son propre père à la dignité impériale de façon posthume. Cette controverse suscite des protestations virulentes de plusieurs lettrés opposés à la volonté du nouvel empereur, car elle offre une plus grande marge de manœuvre aux futurs candidats au pouvoir en cas de crise successorale, ce qui est particulièrement périlleux alors que l'empire se remet de deux révoltes princières. Après dix années et plusieurs condamnations à l'exil de ses opposants les plus virulents (dont Yang Tinghe), Jiajing et ses partisans font triompher leur position.
Le long règne de Jiajing est une période faste sur le plan économique, en l'absence de catastrophes climatiques ou épidémiques, surtout après le milieu du siècle. Ces années-là voient néanmoins l'arrivée de nouvelles menaces aux frontières septentrionale et orientale. Au Nord d'abord, les troupes du chef mongol Altan Khan font plusieurs raids dans la région de Pékin, emportant un lourd butin, assiégeant Pékin quelques jours en 1550 puis enlevant une partie de l'actuel Shanxi aux Ming deux ans plus tard. Sur le littoral de l'Est ensuite, les attaques de pirates désignés sous le terme de wakō sont virulentes dans les années 1540-1565, touchant sévèrement les riches régions du Sud (Nankin, Anhui, Zhejiang, Fujian). La réplique des Ming fut poussive : elle débuta seulement en 1555-1556, rétablissant l'ordre sans être pour autant en mesure de juguler complètement les attaques de pirates.
Pendant la seconde moitié de son règne, l'empereur victime de tentatives d'attentats par ses domestiques s'enferme dans un palais annexe de la Cité interdite et se tourne vers le taoïsme.
Il meurt à l'âge de 59 ans, possiblement d'un empoisonnement au mercure qu'il utilisait lors de ses rites taoïstes. Son fils Ming Muzong lui succède.

## Information personnelle
- Père
  - Prince Xian de Xing Xian Zhu Youyuan
- Mère
  - Impératrice Cixiaoxian

### Épouses
| Titre                            | Nom de jeune fille | Naissance | Décès | Père | Mère | Enfants                 | Notes |
| -------------------------------- | ------------------ | --------- | ----- | ---- | ---- | ----------------------- | ----- |
| Impératrice Xiaojiesu 孝洁肃皇后 | Chen (陳)          | 1508      | 1528  |      |      |                         |       |
| Impératrice Zhang 張廢后         | Zhang(張)          | ?         | 1534  |      |      |                         |       |
| Impératrice XiaoKe 孝恪皇后      | Du(杜)             | 1510      | 1554  |      |      | Ming Muzong Zhu Zairhou |       |